# Ben Carson
Benjamin Solomon Carson Sr. (sinh ngày 18 tháng 9 năm 1951) là một bác sĩ giải phẫu thần kinh, học giả, tác giả và chính trị gia đã nghỉ hưu người Mỹ gốc Phi, từ năm 2017 đến năm 2021 ông là Bộ trưởng thứ 17 của Bộ Gia cư và Phát triển Đô thị Hoa Kỳ. Là người tiên phong trong lĩnh vực phẫu thuật thần kinh, ông từng là ứng cử viên Tổng thống Hoa Kỳ trong cuộc bầu cử sơ bộ của Đảng Cộng hòa năm 2016. Carson là một trong những người bảo thủ da đen nổi bật nhất ở Hoa Kỳ.
Carson trở thành giám đốc phẫu thuật thần kinh nhi khoa tại Trung tâm Nhi Johns Hopkins vào năm 1984 ở tuổi 33, khi đó là trưởng khoa phẫu thuật thần kinh nhi khoa trẻ nhất ở Hoa Kỳ. Năm 1987, ông đã đạt được danh tiếng đáng kể sau khi lãnh đạo một nhóm bác sĩ phẫu thuật trong ca tách cặp song sinh dính liền đầu tiên được biết đến. Mặc dù ca phẫu thuật thành công nhưng cặp song sinh vẫn tiếp tục gặp các biến chứng về thần kinh và y tế. Những thành tựu bổ sung của ông bao gồm thực hiện thủ thuật phẫu thuật thần kinh thành công đầu tiên trên bào thai trong bụng mẹ, phát triển các phương pháp mới để điều trị khối u thân não và khôi phục kỹ thuật cắt bỏ bán cầu để kiểm soát cơn động kinh. Ông đã viết hơn 100 ấn phẩm về phẫu thuật thần kinh. Ông nghỉ hưu trong ngành y vào năm 2013; vào thời điểm đó, ông là giáo sư phẫu thuật thần kinh, ung thư học, phẫu thuật thẩm mỹ và nhi khoa tại Trường Y khoa Johns Hopkins.
Carson đã nổi tiếng toàn quốc trong giới chính trị bảo thủ Mỹ sau khi có bài phát biểu tại Bữa sáng cầu nguyện quốc gia năm 2013 được coi là chỉ trích các chính sách của Tổng thống Barack Obama. Sau những đồn đoán rộng rãi về một cuộc tranh cử tổng thống, Carson chính thức công bố chiến dịch tranh cử Tổng thống của Đảng Cộng hòa năm 2016 vào tháng 5 năm 2015. Carson đã thể hiện mạnh mẽ trong các cuộc thăm dò ban đầu, dẫn đến việc ông được coi là người dẫn đầu cho việc đề cử vào mùa thu năm 2015. Ông rút lui khỏi cuộc đua sau Siêu thứ ba, sau một chuỗi kết quả sơ bộ đáng thất vọng, và ủng hộ Donald Trump. Sau chiến thắng của mình, Tổng thống Trump đã đề cử Carson làm Bộ trưởng Gia cư và Phát triển Đô thị, được Thượng viện Hoa Kỳ xác nhận trong cuộc bỏ phiếu 58–41 vào ngày 2 tháng 3 năm 2017.
Carson đã nhận được nhiều danh hiệu cho công việc phẫu thuật thần kinh của mình, bao gồm hơn 60 bằng tiến sĩ danh dự và nhiều bằng khen quốc gia. Năm 2001, ông được CNN và tạp chí Time vinh danh là một trong 20 bác sĩ và nhà khoa học hàng đầu của Mỹ và được Thư viện Quốc hội chọn là một trong 89 "Huyền thoại sống" nhân kỷ niệm 200 năm thành lập. Năm 2008, Carson được trao tặng Huân chương Tự do Tổng thống, giải thưởng dân sự cao nhất ở Hoa Kỳ. Năm 2010, ông được bầu vào Viện Y khoa Quốc gia. Carson là chủ đề của bộ phim truyền hình tiểu sử năm 2009 Bàn tay tài năng: Câu chuyện Ben Carson, trong đó nam diễn viên Cuba Gooding Jr. đã thủ vai Ben Carson.